# Berodia
Berodia ist ein Parroquia in der Gemeinde Cabrales in der spanischen Provinz Asturien.
Das Parroquia hat eine Gesamtfläche von 13,51 km² und zählte 2011 194 Einwohner. Berodia liegt im Nationalpark Picos de Europa auf einer Höhe von 363 m über dem Meeresspiegel. Der Ort liegt drei Kilometer von der Regionalhauptstadt Carreña entfernt.

## Sehenswürdigkeiten
- Palacio del Mayorazu, in Inguanzo, aus dem 19. Jahrhundert
- Kirche „Iglesia de Santa María Magdalena“ in Berodia
- Kirche „Iglesia de Santa Cruz“ in Inguanzo

## Dörfer und Weiler in der Parroquia
- Berodia – 71 Einwohner 2011 43° 18′ 39″ N, 4° 52′ 51″ W
- Inguanzo – 123 Einwohner 2011 43° 18′ 34″ N, 4° 51′ 54″ W

## Feste und Feiern
- Fiesta de La Magdalena in Berodia am 22. Juli
- Fiesta de San Antón in Inguanzo am 17. Januar